# Coluber vittacaudatus
Coluber vittacaudatus é uma espécie de serpente colubrídea encontrada em Darjeeling, Índia.